# 謝肇玄
謝肇玄（1586年—1637年），字石騋，號康侯，湖廣長沙府湘潭縣人，明朝政治人物。

## 生平
謝肇玄是萬曆三十七年（1609年）己酉科湖廣鄉試舉人，天啟五年（1625年）乙丑科二甲第十五名進士。授嘉定州知州，當地有一位李姓舉人被誣陷幾乎致死，他到任後重新審理洗白其冤屈，同時又裁減溢額、善用刑罰，課士儲備均有辦法。崇禎元年（1628年）遷戶部郎中，四年（1631年）出為山東按察司副使、兵備兗西，五年（1632年）改山東布政使司參政、兵備濟南，多次捍衛城池、平定土寇。
崇禎八年（1635年）張獻忠攻打鳳陽、潁州，謝肇玄補任山東按察司副使、兵備潁州，單騎視師，守禦周全，流寇退卻。不久流寇入侵犯潁州、壽州，他登上城池親自作戰，著《守城機務要略》，朝議他為守疆土最不懈者。適逢陝西亟需將才，他受任後不久患病，十年（1637年）正月去世，享年五十二歲，贈太僕寺卿。湘潭人將他入祀名宦祠。有詩文十六卷，皆都失傳。